# ۱۱ جمادی‌الثانی
۱۱ جمادی‌الثانی، یازدهمین روز از ماه جمادی‌الثانی در تقویم هجری قمری است.
در تقویم هجری قمری قراردادی این روزصد و پنجاه و نهمین روز سال است.

## زادگان
- ۱۲۷۸ - جرجی زیدان جرجی زیدان تاریخ‌نگار، داستان‌نویس و روزنامه‌نگار لبنانی.
- ۱۳۳۸ -  اسماعیل اکوع، تاریخ‌نگار و سیاست‌مدار یمنی.

## درگذشتگان
- ۳۹۸ق - بدیع‌الزمان همدانی در هرات
- ۱۱۶۰ - قتل نادر شاه در قوچان در بامداد یکشنبه ۲۸ خرداد ۱۱۲۶[۱]